# Driopea inermis
Driopea inermis là một loài bọ cánh cứng trong họ Cerambycidae.